# 古爾丁 (佛羅里達州)
古爾丁（英語：Goulding）是位於美國佛羅里達州艾斯康比亞縣的一個人口普查指定地區。

## 地理
古爾丁的座標為30°26′14″N 87°13′50″W / 30.43722°N 87.23056°W，而該地最高點為海拔高度25米（即82英尺）。

## 人口
根據2010年美國人口普查的數據，古爾丁的面積為3.10平方千米，當中陸地面積為3.10平方千米，而水域面積為0.00平方千米。當地共有人口4102人，而人口密度為每平方千米1,323人。